# Лузофоны

Страны, в которых говорят на португальском языке, на карте мира.
Родной язык
Официальный и административный язык
Важный или второй язык, язык культуры

Лузофо́ны (от лат. Lusitania — древнеримская провинция Лузитания + др.-греч. φωνή — «звук») — в широком смысле португалоязычное население планеты: Бразилии, Португалии, Анголы, Мозамбика, Восточного Тимора и др. Лузофония сложилась в рамках пятисотлетней Португальской империи.
Под лузофонами понимают как носителей португальского языка как родного, так и людей, владеющих и пользующихся им в той или иной степени — например, местные народы африканских стран, в которых португальский является государственным языком, коренных жителей Тимора, Макао и других регионов мира, а также иммигрантов из других стран в Бразилии и Португалии. Общее число португалоговорящих — около 220 миллионов человек (2000 год), из них в Бразилии около 190 млн.

## Страны, где португальский язык является официальным
| Страна                | Население (оценка, июль 2017, чел.) | Больше информации                        | Статус                                                                      |
| --------------------- | ----------------------------------- | ---------------------------------------- | --------------------------------------------------------------------------- |
| Бразилия              | 207 353 391                         | Португальский язык в Бразилии            | Родной для подавляющего большинства населения                               |
| Ангола                | 29 310 273                          | Португальский язык в Анголе              | Родной для значительного меньшинства населения, второй язык для большинства |
| Мозамбик              | 26 573 706                          | Португальский язык в Мозамбике           | Родной для значительного меньшинства населения                              |
| Португалия            | 10 839 514                          | Португальский язык в Португалии          | Родной для подавляющего большинства населения                               |
| Гвинея-Бисау          | 1 792 338                           | Языки Гвинеи-Бисау                       | Родной для значительного меньшинства населения                              |
| Восточный Тимор       | 1 291 358                           | Португальский язык в Восточном Тиморе    | Второй язык для меньшинства населения                                       |
| Экваториальная Гвинея | 778 358                             | Языки Экваториальной Гвинеи              | Родной для значительного меньшинства населения                              |
| Макао                 | 601 969                             | Португальский язык Макао                 | Родной для меньшинства населения                                            |
| Кабо-Верде            | 560 899                             | Португальский язык Кабо-Верде            | Второй язык для большинства населения                                       |
| Сан-Томе и Принсипи   | 201 025                             | Португальский язык в Сан-Томе и Принсипи | Родной для подавляющего большинства населения                               |
| Всего                 | ок. 279 миллионов                   | Содружество португалоязычных стран       |                                                                             |

Примечания
1. ↑  Некоторые лингвисты, такие как Луиш Филипе Линдлей Синтра и Тейшейра де Пашкуайш, считают галисийский язык, на котором говорят в испанской автономии Галисия, диалектом португальского. В таком случае северо-запад Испании также является частью португалоязычного мира.
2. ↑  Португальский язык был объявлен официальным в Экваториальной Гвинее в 2007 году, в 2014 году страна была принята в Содружество португалоязычных стран. Использование португальского языка в стране ограничено. Однако на островах Аннобон и Биоко используется португалокреольский аннобонский язык.
3. ↑  Макао — не независимое государство, а один из двух специальных административных районов Китайской Народной Республики.